# Atoni Mavoungou
Atoni Mavoungou (Kongó, 1996. december 22. –)  kongói válogatott labdarúgókapus, az AC CNFF játékosa.
A kongói válogatott tagjaként részt vesz a 2015-ös afrikai nemzetek kupáján.